# NGC 3244
NGC 3244 ist eine Spiralgalaxie mit ausgedehnten Sternentstehungsgebieten vom Hubble-Typ Sc im Sternbild Luftpumpe am Südsternhimmel. Sie ist schätzungsweise 114 Millionen Lichtjahre von der Milchstraße entfernt und hat einen Durchmesser von etwa 75.000 Lj.

Im selben Himmelsareal befindet sich u. a. die Galaxie NGC 3250.
Die Typ-Ia-Supernova SN 2010ev wurde hier beobachtet.
Das Objekt wurde am 22. April 1835 von John Herschel entdeckt und von Dreyer im New General Catalogue verzeichnet wurde.